# Elezioni presidenziali nelle Filippine del 1981
Le elezioni presidenziali nelle Filippine del 1981 si tennero il 16 giugno. La sfida oppose il Presidente uscente, Ferdinand Marcos, e l'ex militare Alejo Santos. Numerosi partiti di opposizione boicottarono le elezioni in segno di protesta, accusando l'amministrazione di manomissione dei risultati. Per la massima carica si presentarono tredici persone, evento senza precedenti nella storia filippina, sebbene per dieci di esse si trattasse di candidature di disturbo.
Il margine di vittoria di oltre 16 milioni di voti di Marcos (80%) è considerato il più alto nella storia delle elezioni presidenziali filippine, superando anche quello di Manuel Quezón nel 1941 (pari al 63%). Marcos sarebbe restato in carica ininterrottamente fino al 25 febbraio 1985, giorno del suo esilio forzato per le Hawaii per via della rivoluzione del Rosario.

## Risultati
| Ferdinand Marcos     | Kilusang Bagong Lipunan              | 18 309 360 | 88,02 |  |  |  |  |  |
| Alejo Santos         | Partito Nazionalista delle Filippine | 1 716 449  | 8,25  |  |  |  |  |  |
| Bartolome Cabangbang | Partito Federalista delle Filippina  | 749 845    | 3,60  |  |  |  |  |  |
| Delfin Mapanaz       | Indipendente                         | 6 499      | 0,03  |  |  |  |  |  |
| Ursula Dajao         | Indipendente                         | 4 955      | 0,02  |  |  |  |  |  |
| Benito Valdez        | Indipendente                         | 4 224      | 0,02  |  |  |  |  |  |
| Lope Rimando         | Indipendente                         | 1 954      | 0,01  |  |  |  |  |  |
| Lucio Hinigpit       | Partito Sovrano Cittadino            | 1 945      | 0,01  |  |  |  |  |  |
| Pacifico Morelos     | Indipendente                         | 1 740      | 0,01  |  |  |  |  |  |
| Jose Igtobay         | Indipendente                         | 1 421      | 0,01  |  |  |  |  |  |
| Simeon del Rosario   | Indipendente                         | 1 234      | 0,01  |  |  |  |  |  |
| Salvador Enage       | Indipendente                         | 1 185      | 0,01  |  |  |  |  |  |
| Florencio Tipano     | Indipendente                         | 592        | 0,00  |  |  |  |  |  |
| Totale               | Totale                               | 20 801 403 | 100   |  |  |  |  |  |
|                      |                                      |            |       |  |  |  |  |  |
| Voti non validi      | Voti non validi                      | 1 042 426  | 4,77  |  |  |  |  |  |
| Votanti              | Votanti                              | 21 843 829 | 80,94 |  |  |  |  |  |
| Elettori             | Elettori                             | 26 986 451 |       |  |  |  |  |  |